# Eygliers
Eygliers – miejscowość i gmina we Francji, w regionie Prowansja-Alpy-Lazurowe Wybrzeże, w departamencie Alpy Wysokie.

## Demografia
Według danych na rok 1990 gminę zamieszkiwało 596 osób, a gęstość zaludnienia wynosiła 20 osób/km². W styczniu 2015 r. Eygliers zamieszkiwało 765 osób, przy gęstości zaludnienia wynoszącej 25,5 osób/km².